# Osorezan no Stooges Kyo
Osorezan no Stooges Kyo (рус. The Stooges-мания на горе Осореяма) — дебютный студийный альбом японской нойз-рок-группы Boredoms, вышедший в 1988 году. Название связано с поверьем, согласно которому на горе Осореяма собираются призраки.
В марте 1994 года Osorezan no Stooges Kyo был переиздан с включением трёхпесенного мини-альбома Anal by Anal под общим названием Onanie Bomb Meets The Sex Pistols. Рецензент музыкального интернет-журнала Pitchfork Доминик Леоне в ретроспективном обзоре квалифицировал альбом, как одну из самых странных записей, когда-либо выпущенных крупным лейблом.

## Список композиций
| №  | Название                  | Длительность |
| -- | ------------------------- | ------------ |
| 1. | «Wipe Out Shock Shoppers» | 0:21         |
| 2. | «Boredom, Vs, Sdi»        | 3:23         |
| 3. | «We Never Sleep»          | 2:10         |
| 4. | «Bite My Bollocks»        | 2:24         |
| 5. | «Young Assouls»           | 6:03         |
| 6. | «Call Me God»             | 3:18         |

| №  | Название                 | Длительность |
| -- | ------------------------ | ------------ |
| 1. | «No Core Punk»           | 1:11         |
| 2. | «Lick’n Cock Boatpeople» | 5:11         |
| 3. | «Melt Down Boogie»       | 4:50         |
| 4. | «Feedbackfuck»           | 6:33         |

## Комментарии
1. ↑  Onanie — японское сленговое слово, обозначающее мастурбацию у женщин[2]. The Sex Pistols — британская панк-рок-группа